# Agrotis dirempta
Agrotis dirempta là một loài bướm đêm trong họ Noctuidae.